# Segona Divisió 2006/07
Die Segona Divisió 2006/07 war die achte Spielzeit der zweithöchsten Fußballliga in Andorra. Sie begann am 23. September 2006 und endete am 12. März 2007. Die Aufstiegsrunde wurde vom 18. März bis 7. Mai 2007 durchgeführt.
Am Saisonende stieg der Tabellenerste auf und der Zweitplatzierte hatte noch die Chance über ein Relegationsspiel gegen den Siebten der Primera Divisió aufzusteigen.

## Reguläre Saison

### Tabelle
| Pl. | Verein                   | Sp. | S  | U | N  | Tore    | Diff. | Punkte |
| --- | ------------------------ | --- | -- | - | -- | ------- | ----- | ------ |
| 1.  | Casa Estrella de Benfica | 14  | 10 | 3 | 1  | 025:120 | +13   | 33     |
| 2.  | FC Santa Coloma B        | 14  | 8  | 4 | 2  | 038:180 | +20   | 28     |
| 3.  | UE Engordany             | 14  | 7  | 4 | 3  | 029:190 | +10   | 25     |
| 4.  | CE Principat B           | 14  | 6  | 4 | 4  | 035:270 | +8    | 22     |
| 5.  | UE Extremenya (A)        | 14  | 4  | 3 | 7  | 030:290 | +1    | 15     |
| 6.  | Sporting Club d’Escaldes | 14  | 4  | 1 | 9  | 019:380 | −19   | 13     |
| 7.  | FC Lusitanos B           | 14  | 3  | 3 | 8  | 026:410 | −15   | 12     |
| 8.  | FC Rànger’s B            | 14  | 3  | 0 | 11 | 017:350 | −18   | 09     |

| (A) | Absteiger der letzten Saison |

## Kreuztabelle
Die Kreuztabelle stellt die Ergebnisse aller Spiele dieser Vorrunde dar. Die Heimmannschaft ist in der ersten Spalte aufgelistet, die Gastmannschaft in der obersten Reihe. Die Ergebnisse sind immer aus Sicht der Heimmannschaft angegeben.
| 2006/07                  | Casa Estrella de Benfica | UE Engordany | Sporting Club d’Escaldes | UE Extremenya | FC Lusitanos B | CE Principat B | FC Rànger’s B | FC Santa Coloma B |
| Casa Estrella de Benfica |                          | 0:0          | 3:1                      | 2:1           | 2:1            | 4:2            | 2:0           | 1:1               |
| UE Engordany             | 1:2                      |              | 2:0                      | 4:4           | 1:1            | 3:1            | 2:1           | 2:3               |
| Sporting Club d’Escaldes | 0:1                      | 3:5          |                          | 0:2           | 1:0            | 3:3            | 2:1           | 1:4               |
| UE Extremenya            | 3:0                      | 0:1          | 1:2                      |               | 2:2            | 0:3            | 2:4           | 2:1               |
| FC Lusitanos B           | 1:4                      | 2:6          | 3:1                      | 5:4           |                | 3:3            | 0:2           | 2:6               |
| CE Principat B           | 0:1                      | 0:0          | 6:1                      | 4:2           | 4:2            |                | 1:3           | 3:3               |
| FC Rànger’s B            | 1:3                      | 0:2          | 2:3                      | 0:6           | 1:2            | 1:3            |               | 1:5               |
| FC Santa Coloma B        | 0:0                      | 2:0          | 5:1                      | 1:1           | 4:2            | 1:2            | 2:0           |                   |

## Aufstiegsplayoff

### Abschlusstabelle
| Pl. | Verein                   | Sp. | S | U | N | Tore    | Diff. | Punkte | Bonus | Gesamt |
| --- | ------------------------ | --- | - | - | - | ------- | ----- | ------ | ----- | ------ |
| 1.  | Casa Estrella de Benfica | 6   | 4 | 1 | 1 | 014:400 | +10   | 13     | 36    | 49     |
| 2.  | FC Santa Coloma B        | 6   | 2 | 1 | 3 | 009:150 | −6    | 07     | 35    | 42     |
| 3.  | UE Engordany             | 6   | 2 | 1 | 3 | 017:140 | +3    | 07     | 32    | 39     |
| 4.  | CE Principat B           | 6   | 2 | 1 | 3 | 011:170 | −6    | 07     | 29    | 36     |

### Kreuztabelle
| 2006/07                  | Casa Estrella de Benfica | FC Santa Coloma B | UE Engordany | CE Principat B |
| Casa Estrella de Benfica |                          | 4:0               | 3:1          | 3:0            |
| FC Santa Coloma B        | 1:1                      |                   | 2:1          | 2:0            |
| UE Engordany             | 1:2                      | 5:1               |              | 5:2            |
| CE Principat B           | 1:1                      | 4:3               | 4:4          |                |

## Relegation
Der Zweitplatzierte der Segona Divisió bestritt im Anschluss an die Saison zwei Relegationsspiele gegen den Siebtplatzierten der Primera Divisió.
|                                           | Gesamt |                                         | Hinspiel | Rückspiel |
| ----------------------------------------- | ------ | --------------------------------------- | -------- | --------- |
| UE Engordany (Zweiter der Segona Divisió) | 5:4    | FC Encamp (Siebter der Primera Divisió) | 2:1      | 3:3       |